# Heart of Africa
Heart of Africa è un videogioco del 1985 per Commodore 64, sviluppato da Ozark Softscape e pubblicato da Electronic Arts. Strutturalmente molto simile al precedente The Seven Cities of Gold degli stessi sviluppatori, ha per protagonista un esploratore che si avventura nell'Africa di fine XIX secolo.

## Trama
L'avventura inizia nel gennaio 1890 presso il porto del Cairo. Il ricco sig. Primm ha offerto all'esploratore una fortuna se riuscirà a trovare entro 5 anni l'antica tomba del faraone Ahnk Ahnk, situata in un punto completamente ignoto del continente. Il manuale cartaceo del gioco è composto perlopiù dalle note prese da Primm durante la sua precedente esplorazione, che forniscono molti dettagli sull'ambientazione.
L'esploratore affronta una spedizione solitaria muovendosi liberamente sull'intero territorio dell'Africa, riprodotto con una certa accuratezza storica e geografica. Scoprirà città e villaggi, montagne, fiumi, laghi, cascate; parlando e commerciando con gli indigeni potrà raccogliere indizi per fare scoperte di valore e infine ritrovare la tomba.

## Modalità di gioco
Al centro della schermata una finestra, relativamente piccola, mostra le azioni animate di gioco: qui si può muovere direttamente con il joystick l'esploratore mentre attraversa a piedi il territorio, mostrato sotto forma di mappa della zona circostante a scorrimento multidirezionale. Il resto dello schermo ospita icone di controllo e informazioni testuali.
Quando si raggiunge una città o un villaggio l'immagine diventa a scala più ravvicinata e l'esploratore si muove tra le capanne e gli abitanti. Dentro particolari edifici è possibile entrare e incontrare un capovillaggio o un commerciante che offre merce o informazioni utili. Gli indigeni possono volere in cambio denaro o regali oppure, non senza rischi, si possono minacciare con le armi. Inizialmente si dispone solo di cibo e denaro limitati, ma già al Cairo si possono acquistare vari generi di equipaggiamento che saranno necessari per la spedizione. Gioielli e metalli preziosi ritrovati si possono rivendere per denaro nei bazar.
Procurandosi una canoa è possibile risalire più facilmente il Nilo, e tramite le agenzie delle città portuali si possono fare lunghi viaggi via mare a pagamento; ma è attraversando a piedi il territorio e affrontando i suoi pericoli che si possono fare nuove scoperte con relativo premio in denaro e incontrare nuovi popoli.
Quattro icone attivano le seguenti funzioni:
- Consultare il diario di viaggio, che viene compilato automaticamente con gli eventi più rilevanti.
- Visualizzare in una finestra una mappa della regione circostante a scala più grande, con evidenza di quali zone sono già state esplorate e quali no.
- Aprire un menù con altre tre funzioni: controllare la salute del personaggio, controllare il luogo attuale e abbandonare oggetti, che potranno essere successivamente recuperati.
- Mostrare l'inventario degli oggetti trasportati ed eventualmente selezionare quale tenere in mano pronto per l'utilizzo.

Recandosi nei pub delle città è possibile salvare su disco la partita in corso.
Esistono edizioni in inglese e in tedesco del gioco.